# Óscar Cabedo
Cabedo  Cardá est un nom espagnol. Le premier nom de famille, en général paternel, est Cabedo ; le second, en général maternel, souvent omis, est Cardá.
Óscar Cabedo Cardá, né le 12 novembre 1994 à Onda, est un coureur cycliste espagnol.

## Biographie
Óscar Cabedo grandit au sein d'une famille passionnée par le cyclisme. Son grand frère José occupe actuellement le poste de directeur sportif au sein de la formation Burgos BH. Il a également un deuxième frère, Víctor, qui a évolué au niveau professionnel chez Euskaltel-Euskadi. Mais celui-ci meurt en septembre 2012, après avoir été percuté par un automobiliste à l'entraînement,.
Il commence à se consacrer au cyclisme sur le tard, à l'âge de dix-huit ans, pour rendre hommage à son défunt frère,. Encore inexpérimenté, il intègre en 2014 le club basque Seguros Bilbao, où il court durant trois saisons. Il est ensuite recruté par l'équipe Escribano Sport en 2017. Décrit comme un pur grimpeur, il se révèle chez les amateurs en remportant l'étape reine du Tour de León, au sommet de l'Alto de Los Ancares. Il obtient également diverses places d'honneur dans des épreuves de la Coupe d'Espagne de cyclisme.
Ses performances lui permettent de passer professionnel en 2018 au sein de l'équipe Burgos BH. Il y retrouve son frère José, directeur sportif dans cette formation. Pour sa première saison, il fait bonne impression sur les courses espagnoles en terminant onzième du Tour d'Aragon, dix-neuvième du Tour des Asturies et trente-quatrième du Tour du Pays basque, pour sa première compétition de niveau World Tour. Grâce à ses bons résultats, il est sélectionné par son équipe pour disputer le Tour d'Espagne,.
En fin de contrat en fin d'année 2021, celui-ci est prolongé jusqu'en fin d'année 2022.

## Palmarès et résultats

### Palmarès par année
- 2017
  - 4e étape du Tour de León
  - 2e du Gran Premi Vila-real
  - 3e de la Coupe d'Espagne espoirs
- 2023
  - 2e du Tour de Haute-Autriche

### Résultats sur les grands tours

#### Tour d'Espagne
5 participations
- 2018 : 86e
- 2019 : 116e
- 2020 : 63e
- 2021 : 19e
- 2022 : 22e

### Classements mondiaux
| Année                                 | 2018  | 2019  | 2020  | 2021  | 2022  | 2023  |
| ------------------------------------- | ----- | ----- | ----- | ----- | ----- | ----- |
| Classement mondial                    | 1651e | 3001e | 1329e | 1009e | 1195e | 1165e |
| UCI Europe Tour                       | 1364e | 1846e | 1013e | 748e  | 835e  | nc    |
|                                       |       |       |       |       |       |       |
| Légende : nc = non classéSource : UCI |       |       |       |       |       |       |